# Acrosymphytales
Acrosymphytales R.D. Withall & G.W. Saunders, 2007, segundo o sistema de classificação de Hwan Su Yoon et al. (2006), é o nome botânico de uma ordem de algas vermelhas pluricelulares da classe Florideophyceae, subfilo Rhodophytina.

## Táxons inferiores
Família: Acrosymphytaceae Lindstrom, 1987
Gêneros: Acrosymphyton, Schimmelmannia